# Гарсия II Санчес (король Наварры)
Гарси́я II Са́нчес (Гарсия II Дрожащий; баск. Gartzea II.a Santxez Ikaratia, исп. García Sánchez II El Temblón; около 964 — 29 июля 1000) — король Наварры (994—1000). Принимал активное участие в Реконкисте и, вероятно, погиб в битве при Сервере.

## Биография
Гарсия II был старшим сыном короля Санчо II Абарки из династии Хименесов и его жены Урраки Фернандес. После смерти своего отца в декабре 994 года Гарсия Санчес взошёл на престол королевства Наварра и сразу же разорвал заключённый его предшественником мир с Кордовским халифатом, отказавшись выплачивать халифу Хишаму II ежегодную дань. Новый король заключил союз против мавров с графом Кастилии Гарсией Фернандесом, однако тот в 995 году в битве при Пьедрасильяде потерпел поражение от фактического правителя халифата аль-Мансура и вскоре скончался в плену. Новый граф Кастилии Санчо Гарсия был вынужден заключить мир с маврами на условиях признания себя вассалом Кордовского халифата. В этом же году дать согласие выплачивать халифу дань был принуждён аль-Мансуром и король Леона Бермудо III. Оставшись без союзников, король Гарсия II в 996 году также заключил мир с мусульманами. Для этого он лично прибыл в Кордову, где поклялся быть верным халифу и платить тому ежегодную дань. В начале следующего года в Памплону прибыло посольство от халифа, которое ещё раз получило от короля подтверждение условий мира и потребовало от Гарсии Санчеса освободить всех пленников-мусульман, находившихся в Наварре.
Мир с маврами не был продолжительным: в этом же, 997 году, король Гарсия II Санчес напал на принадлежавший мусульманам Калатаюд, взял город и убил местного правителя, брата аль-Мансура. В ответ аль-Мансур приказал казнить 50 знатных наваррских заложников (в том числе и членов королевской семьи), содержавшихся в Кордове, и предполагал казнить ещё множество христиан. Только ходатайство за них сына аль-Мансура Абд ар-Рахмана Санчуэло, племянника по матери короля Гарсии II Санчеса, остановило казни. Весной 999 года аль-Мансур с большим войском вторгся в Наварру, взял и разрушил Памплону, вынудив короля Гарсию II вновь признать себя данником Кордовского халифата. Но и на этот раз, как только войско мавров покинуло его владения, король Наварры отказался от выполнения своей клятвы и снова заключил союз с графом Кастилии. В 1000 году объединённое войско короля Наварры Гарсии II, графа Кастилии Санчо Гарсии и графа Сальдании Гарсии Гомеса выступило навстречу направлявшемуся с войском в Кастилию аль-Мансуру. В битве при Сервере, состоявшейся 29 июля, перевес сначала был на стороне войска союзников, однако затем из-за неожиданно возникшей в рядах христиан паники, превратившейся во всеобщее бегство христианских воинов с поля боя, аль-Мансуру удалось одержать победу. Обе стороны понесли значительные потери. Среди погибших, как предполагает большинство историков, находился и король Гарсия II Санчес.

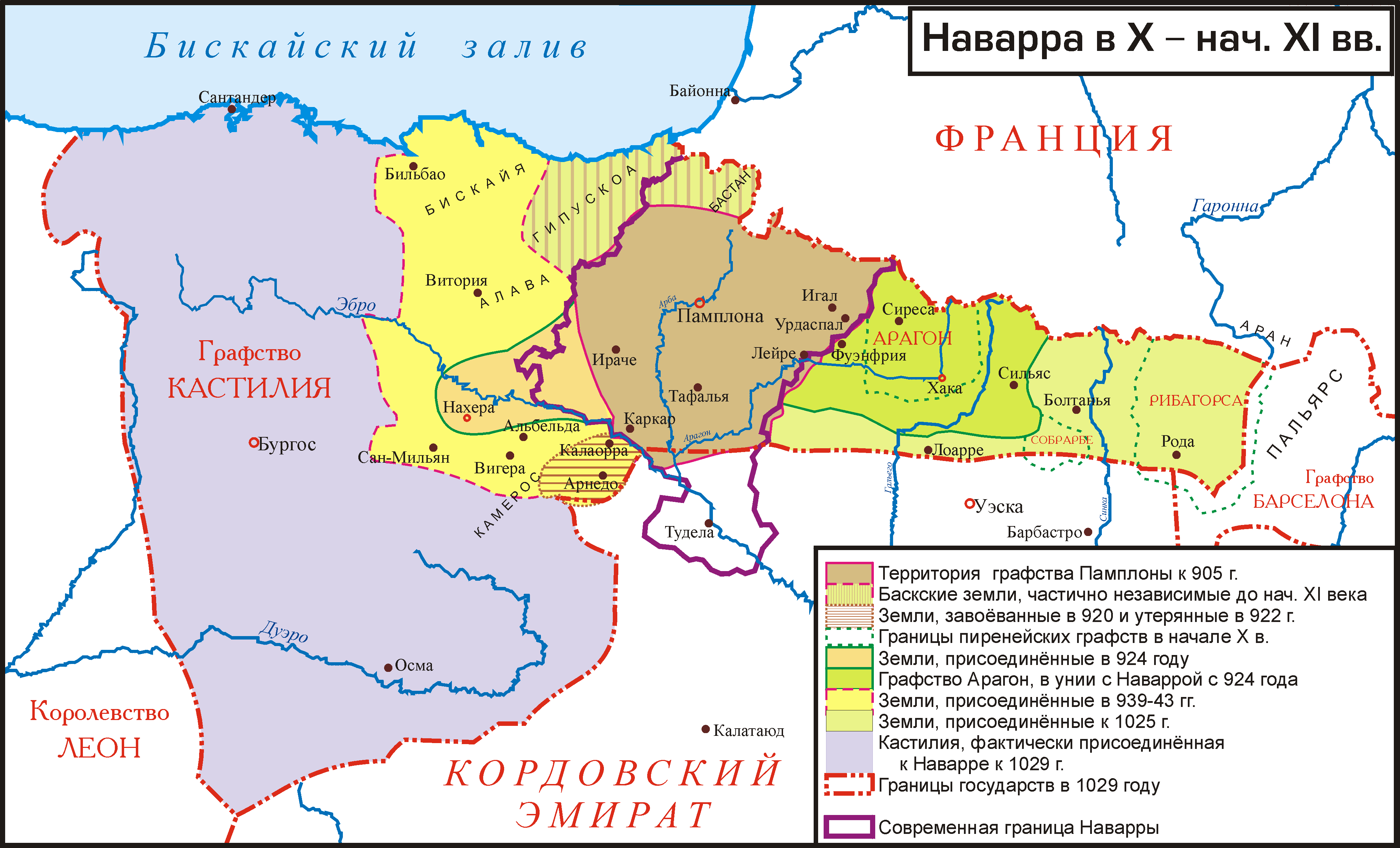
Наварра в X—начале XI веков

Однако среди историков существует и другое мнение о дате смерти короля Гарсии II. Согласно этому мнению, несмотря на то, что ни один из достоверных исторических источников не говорит об этом короле после 1000 года, Гарсия Санчес мог скончаться от естественных причин в 1004 году. Доводом для такого утверждения является факт, что хотя последняя хартия, подписанная Гарсией II датирована 8 декабря 999 года, первая хартия, в которой упоминается имя его преемника на престоле Наварры, короля Санчо III Великого, датирована только 3 ноября 1004 года. Таким образом, к правлению Гарсии Санчеса могут быть также отнесены ещё одно взятие Памплоны маврами (1001 год), участие в битве при Калатаньясоре и последовавшая за этим смерть аль-Мансура (1002 год).
Как и его предшественники король Гарсия II оказывал покровительство христианским церквям и монастырям, находившимся в его владениях. Известны несколько хартий, выданных им этим королём. В правление короля Гарсии в монастыре Сан-Мильян-де-Коголья (в конце 994 года), а затем в монастыре Сан-Мартин-де-Альбельда состоялись два церковных собора, в которых приняли участие прелаты Наварры.
Своё прозвище — «Дрожащий» — Гарсия II получил, по свидетельству средневековых хроник, по той дрожи, которая охватывала его перед каждым боем. Однако хронисты добавляют, что это было не проявление трусости, а свидетельство его желания как можно скорее сразиться с врагами христианской веры, и что эта дрожь пропадала сразу же, как только король вступал в битву.
Король Гарсия II Санчес не ранее 981 года вступил в брак с Хименой (умерла после 1035 года), дочерью графа Сеа Фернандо Бермудеса. Детьми от этого брака были:
- Санчо III Великий (990/992—18 октября 1035) — король Наварры (1000—1035), император всей Испании (1034—1035)
- Уррака — жена (с 1023 года) короля Леона Альфонсо V Благородного
- Эльвира
- Гарсия.

## Карты
- Походы Альманзора (981—1002) Архивная копия от 15 сентября 2009 на Wayback Machine